# Baldeador
Baldeador é um bairro da Zona Norte do município de Niterói, estado do Rio de Janeiro. O bairro limita-se com o município de São Gonçalo e com os bairros do Fonseca, Santa Bárbara e Caramujo, sendo, destes dois últimos, separado pela Rodovia Amaral Peixoto (RJ-104). Sua população estimada no ano de 2000 (IBGE) era de 5.107 habitantes. Possui uma área de 2,47 km².

## Etimologia
Segundo relato dos antigos moradores, a denominação Baldeador deve-se ao fato de a área ter sido ponto de baldeação de viajantes, tropas de mulas e boiadas que se dirigiam ao centro urbano.

## História
A região do Baldeador foi, até as primeiras décadas do século XX, uma área agrícola. No século passado nas fazendas ali localizadas destacavam-se as culturas de café e cana-de-açúcar para exportação, além das de milho, feijão, mandioca, frutas e legumes para abastecimento local e adjacências. A partir da segunda metade do século XIX iniciou-se um processo irreversível de declínio da atividade agrícola no estado do Rio de Janeiro, agravado pela gradual abolição da escravatura e, principalmente, pela transferência do eixo cafeeiro para o Vale do Paraíba. Nas primeiras décadas deste século ainda existiam pequenas lavouras de subsistência no Baldeador, hoje praticamente inexistentes.
A extensão territorial do antigo Baldeador era muito maior do que a de hoje; nela estavam incluídas partes do atual município de São Gonçalo, ainda hoje chamadas de Baldeador, bem como os territórios dos atuais bairros do Caramujo e de Santa Bárbara. O antigo Baldeador era cortado pela estrada Velha de Maricá, principal caminho de ligação entre os municípios de Niterói e Maricá. Ao longo desta e da estrada da Figueira, aconteceu o início da ocupação urbana, fato constatado pela presença de edificações antigas.
Dois fatos são significativos para o estabelecimento do atual perfil do Baldeador: a construção da rodovia Amaral Peixoto e sua posterior duplicação e o processo de urbanização da cidade de Niterói e da Região Metropolitana do Rio de Janeiro. Cortando a estrada Velha de Maricá e a estrada da Figueira, a Rodovia Amaral Peixoto dividiu a região em duas partes: Baldeador "de cima", à esquerda, e Baldeador "de baixo", à direita, no sentido Niterói-Tribobó; denominações estas empregadas pelos antigos moradores. Esta rodovia constitui-se na principal via de acesso ao bairro.

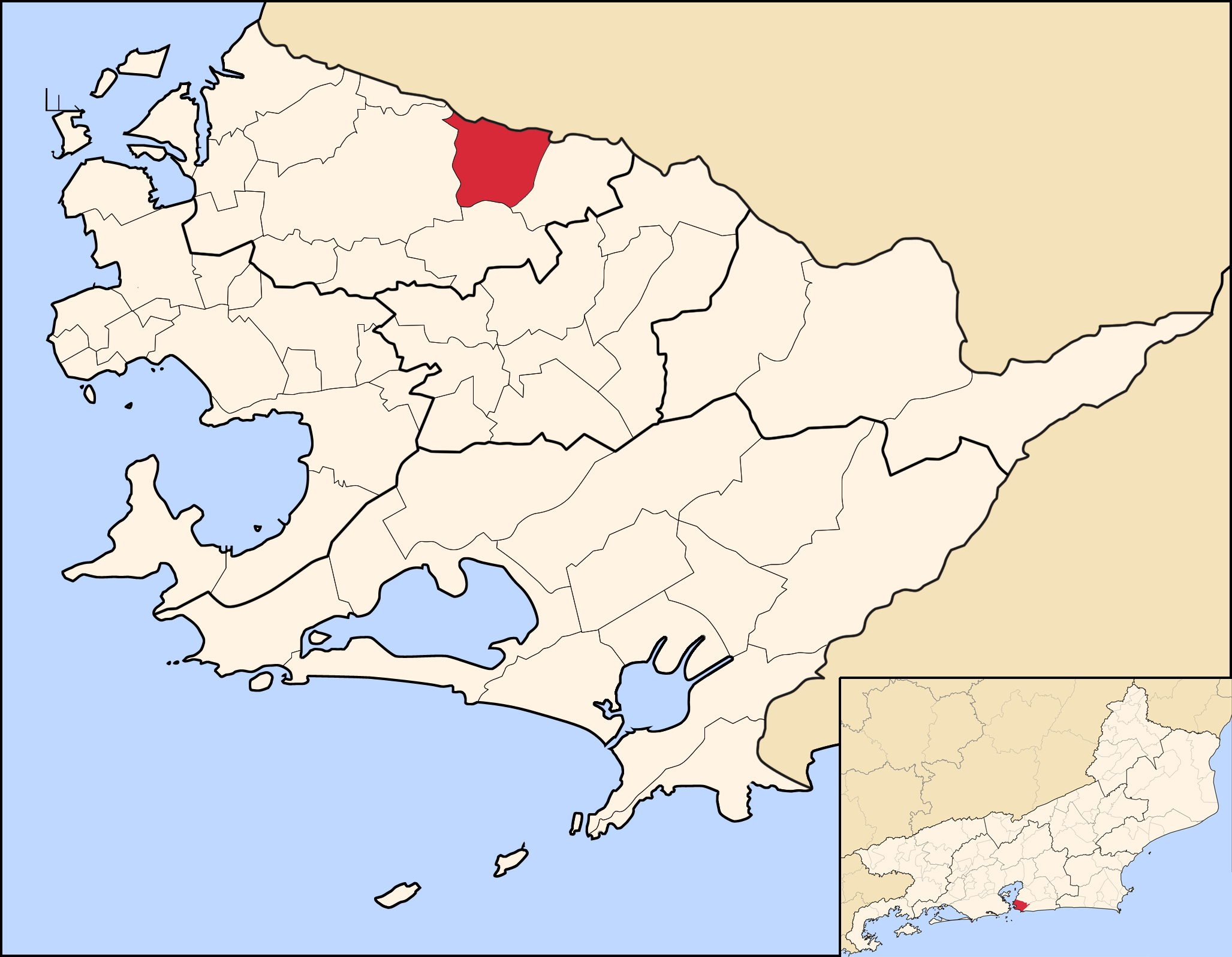
Localização do bairro do Baldeador no município de Niterói.

As estradas Velha de Maricá e da Figueira, com a construção da Rodovia Amaral Peixoto, perderam sua importância como principais vias de circulação ocasionando, desse modo, um processo de decadência da área, evidenciado pelo estado de abandono destas vias, com prédios sub-utilizados, alguns em ruínas. O comércio existente no passado hoje se restringe a estabelecimentos de primeira necessidade.
Com o acelerado processo de urbanização pós-guerra, as fazendas e os sítios foram loteados, surgindo novos bairros como Caramujo e Santa Bárbara, ocupados e adensados, gerando uma "crise de identidade". São grandes as contradições entre os limites do atual bairro, instituído em 1986, com a área ocupada no passado. Os moradores quando abordados sobre o seu local de moradia dizem: "Moro no Caramujo, na Cova da Onça, em Nossa Senhora das Graças, em Santa Bárbara", e até, "não sei qual é o meu bairro".
Na área do antigo Baldeador existia a Fazenda Juca Matheus que, posteriormente, foi loteada e deu origem ao bairro de Santa Bárbara. Neste bairro encontramos uma parte também conhecida como Baldeador que outrora foi um sítio pertencente ao Sr. Paulino Menezes, parcelado nos anos 60, dando origem ao loteamento Parque Modelo. O bairro do Baldeador estabelecido pelos limites do Decreto Lei 4895, de 08/11/86, possui áreas com características próprias: a Figueira, que se localiza ao longo da estrada do mesmo nome; Cova da Onça, onde existem terrenos ocupados por posseiros; Nossa Senhora das Graças, com loteamentos regulares e, ainda, parte do local conhecido como "Caixa D’água".
O bairro abriga a sede da AutoViação 1001, a maior empresa de transporte rodoviário de passageiros do estado do Rio de Janeiro.